# Il matrimonio
Pour plus de détails, voir Fiche technique et Distribution.
Il matrimonio est une comédie italienne à sketches réalisée par Antonio Petrucci et sortie en 1954.
Il s'agit d'un film qui rassemble et mélange trois épisodes inspirés des pièces d'Anton Tchekhov Une demande en mariage, L'Ours et La Noce.

## Synopsis
Grisna Smirnov, en difficulté financière, tente de se faire rembourser une dette par Elena Ivanovna, veuve, qui a décidé de ne plus voir personne. Mais après les premières plaisanteries, les deux vont jusqu'à se provoquer en duel. Ivan Vassilievic fait la cour à Natalia, mais leurs caractères profondément différents — elle est énergique, il est lymphatique — les amènent souvent à se disputer et à se quereller, même pour des broutilles. Epaminondas Massinovitch se marie enfin, mais sa belle-mère exige que les invités incluent un général pour donner du prestige au mariage. Son ami ne trouve pas de meilleur choix qu'un capitaine de marine qui s'intègre bien, mais qui, après avoir trop bu, révèle la vérité à tout le monde.

## Fiche technique
- Titre italien : Il matrimonio[1],[2]
- Réalisateur : Antonio Petrucci
- Scénario : Sandro Continenza, Luigi Filippo D'Amico, Antonio Petrucci, Ermanno Contini (it)
- Photographie : Václav Vích
- Montage : Eraldo Da Roma
- Musique : Angelo Francesco Lavagnino
- Décors : Piero Filippone
- Costumes : Bruna Parmesan (it)
- Production : Gianni Hecht Lucari (it)
- Société de production : Film Costellazione
- Pays de production :  Italie
- Langue originale : italien
- Format : Couleurs par Ferraniacolor - 1,37:1 - Son mono - 35 mm
- Durée : 87 minutes
- Genre : Comédie à sketches
- Dates de sortie :
  - Italie : 25 février 1954

## Distribution
- Vittorio De Sica : Grisna Smirnov, le capitaine
- Silvana Pampanini : Elena Ivanovna Popova, la veuve
- Alberto Sordi : Ivan Vassilievic Lomov
- Valentina Cortese : Natalia
- Renato Rascel : Revunov, le général
- Guglielmo Barnabò : Stefan Ciubucov, le médecin
- Bice Valori : la sage-femme
- Ave Ninchi : Nastasia, la belle-mère
- Carlo Sposito : Epaminonda Massinovitch, le marié
- Attilio Martella
- Franco Scandurra (en)